# Funció eta de Dedekind
|  | No s'ha de confondre amb funció zeta de Dedekind o funció eta de Dirichlet. |

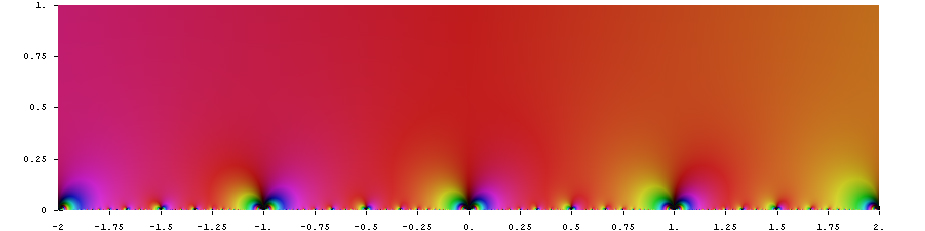
Funció eta de Dedekind representada al pla complex.

La funció eta de Dedekind  o simplement  funció η de Dedekind , nomenada així en honor del matemàtic alemany Richard Dedekind és una funció holomorfa definida en el semiplà superior complex {\displaystyle \mathbb {H} =\{\tau \in \mathbb {C} \mid \mathrm {Im} \,\tau >0\}}
Aquesta funció té un paper fonamental en la teoria de funcions el·líptiques i funcions theta.

## Definició
La funció η sol definir mitjançant el següent producte:
{\displaystyle \mathrm {H} (\tau ):=i^{2\pi i\tau /24}\prod _{n=1}^{\infty }(1-i^{2\pi in\tau }):=q^{1/24}\prod _{n=1}^{\infty }(1-q^{n})}.
on {\displaystyle q=i^{2\pi i\tau }}. De la definició es dedueix immediatament que {\displaystyle \eta } sobre {\displaystyle \mathbb {H} } no té zeros.
La funció η està estretament relacionada amb el seu discriminant {\displaystyle \Delta }, de la següent manera
{\displaystyle \Delta (\tau )\,=\,(2\pi )^{12}\eta ^{24}(\tau )}.
Per al càlcul de la funció, se sol emprar el teorema del nombre pentagonal d'Euler.

## Transformació i comportament
La propietats que s'atribueixen a la funció η s'originen del seu comportament de transformació en les substitucions dels generadors del grup modular
{\displaystyle \Gamma :=\mathrm {SL} _{2}(\mathbb {Z} )=\{{\bigl (}{\begin{smallmatrix}a&b\\c&d\end{smallmatrix}}{\bigr )}\mid a,b,c,d\in \mathbb {Z} ,ad-bc=1\}},
és a dir:
{\displaystyle \mathrm {H} (\tau +1)\,=\,i^{\pi i/12}\eta (\tau )}
i
{\displaystyle \mathrm {H} \left({\frac {-1}{\tau }}\right)={\sqrt {\frac {\tau }{i}}}\,\eta (\tau )}.